# Monte Oz
Monte Pypi Darteh Kwadwo Collins, conocido profesionalmente como Monte Oz, es un periodista, profesor, personalidad de televisión ghanés y dominicano; artista de la voz en off y múltiples premios ganadores de entretenimiento africano y bloguero,

## Galardons y nominaciones
| Año  | Organización                           | Galardón                                             | Obra         | Resultado |
| ---- | -------------------------------------- | ---------------------------------------------------- | ------------ | --------- |
| 2011 | Khitz Radio Recognition                | Premio Humanitario                                   | N/A          | Ganó      |
| 2012 | Ghana High School Entertainment Awards | Personalidad de medios del año                       | N/A          | Ganó      |
| 2014 | Podcast Journalist Awards              | Discovered Writer (Africa)                           | N/A          | Ganó      |
|      | Podcast Journalist Awards              | Creative Writer of the Year                          | N/A          | Ganó      |
|      | Podcast Journalist Awards              | Best Diaspora Blog of the Year                       | Monte OZ 360 | Ganó      |
|      | HOGOF Awards                           | Event Host of the Year                               | N/A          | Ganó      |
|      | HOGOF Awards                           | Entertainment Television Present (Male)              | N/A          | Nominado  |
|      | Ghana Tertiary Awards                  | Influential Student in Business                      | N/A          | Nominado  |
|      | Ghana Tertiary Awards                  | Influential Television Male Presenter of the Year    | GH X'clusive | Nominado  |
|      | Ghana Tertiary Awards                  | Influential Blogger & Writer of the Year             | Monte OZ 360 | Ganó      |
|      | Ghana Tertiary Awards                  | Influential Student of the Year                      | N/A          | Nominado  |
|      | Pride Awards Toronto                   | Best Online Pride Media Portal (Diaspora)            |              | Ganó      |
| 2016 | Japan House of Honors                  | Best International Podcast & Journal Act of the Year | N/A          | Ganó      |